# Chalcididae
Famille
Les Chalcididae forment une famille d'insectes hyménoptères apocrites de la super-famille des Chalcidoidea. 
Les 3 500 espèces de Chalcididae se répartissent en 5 sous-familles et 70 genres.

## Morphologie
Ils sont assez grands, d'une taille de 2,5 à 12 mm. Le corps est d'un aspect robuste, le plus souvent noir ou sombre, fortement sculpté, taché de rouge ou de jaune mais rarement d'éclat métallique.
La tête est petite, triangulaire, à antennes souvent courtes de 11 à 13 articles, sans massue. Le fémur postérieur est très élargi, denté ou poilu en dessous. L'ovipositeur est court et droit.
- Fémur arrière épaissi.
- Pas d'éclat métallique.
- Prépectus très petit.

Haltichellinae
- Tibia arrière tronqué à l'apex, avec 2 épines.
- Antennes insérées près du clypeus.

Environ 130 espèces, parasites de lépidoptères.
Genres : Haltichella, Hockeria, Schwarzella
Chalcidinae
- Tibia arrière possédant une excroissance en épine.
- Antennes insérées au milieu de la face.

Genres : Chalcis, Conura (Spilochalcis), etc.

## Taxinomie

### Sous-familles
Chalcidinae - Dirhininae - Epitraninae - Haltichellinae - Smicromorphinae

### Genres
Haltichella, Hockeria, Schwarzella, Invreia, Brachymeria, Enacia, Psylochalcis, Phasgonophora, Euchalcis, Neochalcis, Hybothorax, Hippota, Microchalcis, etc.

## Biologie
Ce sont en majorité des endoparasites solitaires de nymphes de lépidoptères ou de larves de diptères et secondairement d'hyménoptères, coléoptères ou neuroptères.
Les Chalcidini (291 espèces en 96) sont bien représentés en Amérique tropicale, notamment en zone forestière.
Certaines espèces tropicales sont ectoparasitoïdes grégaires, d'autres sont hyperparasites.
Il y a concurrence entre les larves, la mère ne reconnaissant pas les œufs déjà parasités. Leur fécondité est de l'ordre de 100 à 200 œufs de forme ovale allongée. Leur sex ratio est généralement de 0,5. Leur durée de développement est comprise entre 14 et 30 jours et conduit à plusieurs générations par an.

## Utilisation en lutte biologique
L'espèce Brachymeria intermedia parasite un ravageur important de la sylviculture, le lépidoptère Lymantria dispar, mais il n'est pas utilisable dans une lutte directe. Souvent, les Chalcididae ont une très faible spécificité, ce qui limite considérablement leur utilisation en lutte biologique.
En provenance d'Hawaii, Dirrhinus giffardi a été lâché en 1962 et 63 à Madagascar, pour lutter contre la mouche des fruits Ceratitis malagassi en compagnie de 3 espèces d'Opius (Braconidae). Les lâchers, mal préparés, ont été un échec.